# Cheney, Washington
Cheney är en kommun i Spokane County i den amerikanska delstaten Washington. Orten grundades officiellt år 1883 och namngavs efter Benjamin Pierce Cheney som var chef för järnvägsbolaget Northern Pacific Railroad. Den enda gången Cheney besökte orten var i september 1883.

## Kända personer från Cheney
- Clarence D. Martin, politiker